# Hier is... Adriaan van Dis
 Hier is... Adriaan van Dis  was een Nederlands tv-praatprogramma van de VPRO met gasten uit de wereld van de kunst, de literatuur en de wetenschap. Presentator was neerlandicus en schrijver Adriaan van Dis. Het programma werd in 1983 voor het eerst uitgezonden vanuit theater De Ysbreeker in Amsterdam, de vaste locatie van het programma. In 1986 kreeg Van Dis de Nipkowschijf voor het beste televisieprogramma. De talkshow van Van Dis ging in 1987 verder als Van Dis in de Balie en vervolgens Van Dis in de IJsbreker. Deze laatste liep tot 3 mei 1992.

## Geschiedenis
Hier is... Adriaan van Dis was aanvankelijk niet bedoeld als boekenprogramma, maar als praatprogramma met uiteenlopende gasten. In een brief met de titel ‘La formule c’est moi’ poneerde Adriaan van Dis aan omroepbestuurder Arend Jan Heerma van Voss zijn idee voor het programma wat de basis voor de invulling van Hier is... Adriaan van Dis zou worden: ‘Laten we gewoon spannende gesprekken voeren. Een talkshow geleid door een persoonlijkheid die tart en tegenwerpt en meedenkt. Iemand die zich kwetsbaar opstelt en die zijn gast hoogacht door hem of haar serieus te nemen.’
De eerste uitzending was op 16 maart 1983 en opende met de schrijver Hugo Claus die zich, naar aanleiding van Het verdriet van België, in krachtige bewoordingen uitliet over zijn jonge jaren bij de nonnen en over het katholieke geloof. Verder waren schrijfster Charlotte Mutsaers en de toen twaalfjarige Daniël van der Velde, een tekenaar en lezer van militaire krijgsstudies, te gast.
Het praatprogramma van Van Dis werd acht keer per jaar uitgezonden. Naarmate er steeds meer schrijvers werden uitgenodigd, werd in 1985 de ondertitel ‘boekenprogramma’ gekozen. Na negen jaar was de laatste aflevering op 3 mei 1992; wat in totaal neerkomt op tweeënzeventig uur televisie. In het boekenvak werd er lang teruggedacht aan wat toen het 'Van Dis-effect' heette. Schrijvers die bij Van Dis te gast waren zagen vaak dat hun werk de dag erna in de boekhandel aanzienlijk beter werd verkocht.
De herkenningsmelodie is "On the outside looking in" van Flanagan & Allen. 

## Kritieken
Ondanks de lof die het programma vele jaren later kreeg, kwam er toentertijd van de kranten de nodige kritiek. Zo zou het programma te elitair zijn; er werd gewezen op de kleding en het accent van Van Dis (‘Ik sprak te bekakt. Terwijl dat gewoon Goois is…’). In die dagen zag de geschreven pers de televisie vooral als een concurrent; en werd er vooral neergekeken op de schaarse pogingen om cultuur op het scherm te brengen.
Van Dis zelf had als doelgroep zeker niet de intellectuele of culturele elite voor ogen maar de achttienjarige scholier die hij ooit zelf was, ‘een moeizame lezer, maar wel met een honger naar kennis’. Hij streefde ernaar om een schrijver voor te stellen en zijn of haar ideeënwereld te presenteren, in de hoop dat er een vonk zou overslaan en de kijker na afloop met het werk zelf kennis wilde maken. Ook al wilde hij het belang van boeken niet overschatten, hij wijst er wel op dat ‘literatuur behalve kan ontspannen ook kan activeren. Onrust zaaien. Met een beetje geluk laat een goed boek je anders naar de wereld kijken.’

## Honderd gesprekken
In mei 2008 maakte regisseuse Ellen Jens uit de meer dan 200 gesprekken die in het programma zijn gevoerd een selectie van honderd die over dertig nieuwe uitzendingen van een uur zijn samengesteld. Bij iedere uitzending haalt Adriaan van Dis herinneringen op aan de gasten. De afleveringen van Honderd gesprekken zijn in een vijfdelige DVD-box uitgebracht. In 2014 werd een selectie van twaalf interviews (inclusief het gesprek met Maarten en Eva Biesheuvel van DWDD Heimwee uit 2013) samen met een boek op de DVD Rode wijn, witte wijn of water? Het beste uit Hier is... Adriaan van Dis uitgebracht. 
- Aflevering 1: Hugo Claus; Charlotte Mutsaers; Daniël van der Velden; Fay Weldon
- Aflevering 2: Edward Albee; Roberta Alexander; Ryszard Kapuściński, W.F. Hermans
- Aflevering 3: Andreas Burnier; Roland Topor; Beate Klarsfeld; Renate Rubinstein
- Aflevering 4: Ivo Pogorelich; Mario Vargas Llosa; Willem Oltmans
- Aflevering 5: Dith Pran; Hans van Manen; Frederick Forsyth, Brigitte Kaandorp, Roald Dahl
- Aflevering 6: Hans-Walter Kramski; Rosa von Praunheim; Charlotte Rampling; Roberto Benigni
- Aflevering 7: Isabel Allende; Germaine Greer; Gerard Reve
- Aflevering 8: Joseph Heller; Maarten 't Hart; Neeltje Maria Min, Robert Hughes
- Aflevering 9: Keri Hulme; Maarten en Eva Biesheuvel; Daniel Cohn-Bendit
- Aflevering 10: Gilbert & George; Johan Polak; Redmond O'Hanlon
- Aflevering 11: Frank Martinus Arion; Hubert Reeves; dalai lama
- Aflevering 12: Gerhard Durlacher
- Aflevering 13: Elfriede Jelinek; Robert McNamara; Ischa Meijer, Harry Mulisch
- Aflevering 14: Nadine Gordimer en Lewis Nkosi; Paul Crutzen; Oliver Sacks en Lowell Handler
- Aflevering 15: Victorine Hefting, Maya Angelou, Simon Schama
- Aflevering 16: Helga Ruebsamen; W.L. Brugsma; Salman Rushdie
- Aflevering 17: Isabella van Eeghen; Willem Wilmink, Shere Hite
- Aflevering 18: Piet Kuiper; Richard Holmes; Hugo Claus
- Aflevering 19: Jeremy Paxman; Jaap van Heerden; Jorge Guillermo; Annie Cohen-Solal
- Aflevering 20: Philip Metcalfe; Cees Nooteboom; James Purdy
- Aflevering 21: Astrid Lindgren; Stephen Spender; Karel van het Reve
- Aflevering 22: A. den Doolaard; Hans Magnus Enzensberger; Umberto Eco
- Aflevering 23: Michel Tournier; Hella S. Haasse; David Grossman
- Aflevering 24: Adriaan Morriën; Nawal el Saadawi; Frans Pointl
- Aflevering 25: V.S. Naipaul; Eric de Kuyper; Annie M.G. Schmidt
- Aflevering 26: Ben Okri; Benoîte Groult; Salman Rushdie
- Aflevering 27: W.F. Hermans; Julian Barnes; Gore Vidal
- Aflevering 28: Hans Warren; Peter Ustinov; John Berger
- Aflevering 29: Marten Toonder; Andreas Sinakowski
- Aflevering 30: Martin Amis; A.F.Th. van der Heijden; Martha Gellhorn

## DWDD Heimwee
Van 2013 tot en met 2018 verzorgde Van Dis op de vooravond van elke Boekenweek een eenmalige uitzending, in samenwerking met het televisieprogramma De Wereld Draait Door onder de vlag van DWDD Heimwee. De terugkeer van het praatprogramma was eigenlijk bedoeld als een eenmalig optreden, maar na enig aandringen van Matthijs van Nieuwkerk zou Van Dis in totaal zes keer terugkomen. Hoewel de uitzending met de gedroomde gast Stephen Fry in 2018 de laatste uitzending zou zijn, maakte Van Dis in 2020 alsnog een uitzondering voor de schrijver Yuval Noah Harari.
In de zeven uitzendingen waren de volgende schrijvers bij DWDD Heimwee te gast.
- 14-03-2013: Judith Schalansky; Clive Stafford Smith; Maarten en Eva Biesheuvel
- 06-03-2014: Juan Gabriel Vásquez; Helga Ruebsamen; Simon Schama
- 05-03-2015: Salomon Kroonenberg; Jhumpa Lahiri; Howard Jacobson
- 10-03-2016: Rodaan Al Galidi; Katja Petrowskaja; Andrew Solomon
- 23-03-2017: Jaap Robben; Paul Beatty; Hilary Mantel
- 08-03-2018: Ghayath Almadhoun en Anne Vegter; Stephen Fry
- 04-02-2020: Yuval Noah Harari